# Concerto da Chiesa (Dyson)
George Dyson componeerde zijn Concerto da Chiesa in 1949 voor strijkorkest. Het is geschreven voor het Jacques Orchestra, een orkest dat zich destijds inspande voor de promotie van nieuwe Engelse klassieke muziek. Het Jacques Orchestra is genoemd naar zijn leider Dominee Reginald Jacques. De première vond plaats in Hampton Court.
Was zijn Concerto da Camera duidelijk "wereldlijke" muziek; deze compositie is gebaseerd op hymnen. De muziek is niet lichtvoetig; deel 1 is bijvoorbeeld een klaagzang. Het verschil tussen beide concerten is a la minute hoorbaar. Zijn Concerto da Camera is om mensen te plezieren; de muziek van Concerto da Chiesa is muziek om bij na te denken over het leven. Dyson springt echter nergens uit de bocht; het blijft keurige muziek; hij kon niet anders componeren. De compositie klinkt als een anachronisme in de late jaren veertig. Net als in zijn andere concerti, vervult een strijkkwartet geformeerd uit het strijkorkest als de "solist".

## Delen
1. Veni, Emmanuel; andante
2. Corda natus; allegro- quasi allegro – tempo I
3. laetatus sum; allegro.

Deel 1 gebaseerd op de hymne O come, O come Emmanuel; deel 2 op Of the Father’s Heart Begotten; Laetatus sum is een psalmmelodie..
Het werk maakt deel uit van een soort trilogie: Concerto Leggiero, Concerto da Chiesa en Concerto da Camera.

## Bron en discografie
- Uitgave Chandos; City of London Sinfonia o.l.v. Richard Hickox